# Jos Verstappen

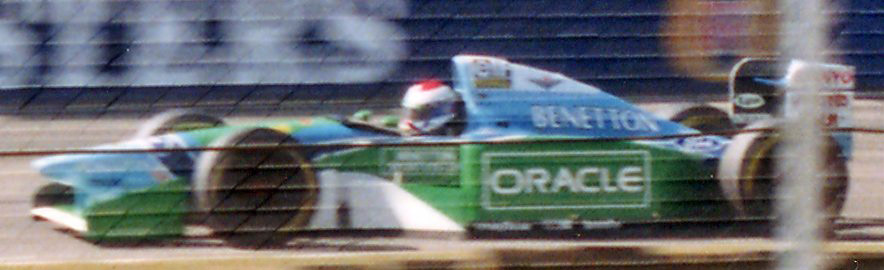
Jos Verstappen conduint un Benetton al GP de la Gran Bretanya del 1994.

Johannes Franciscus "Jos" Verstappen (4 de març del 1972 a Montfort, Limburg, Països Baixos) va ser un pilot de curses automobilístiques neerlandès que va arribar a disputar curses de Fórmula 1.

## Carrera
Va debutar a la primera cursa de la temporada 1994 (la quaranta-cinquena temporada de la història) del campionat del món de la Fórmula 1, disputant el 27 de març del 1994 el GP de Brasil.
Jos Verstappen va participar en un total de cent set curses puntuables pel campionat de la F1, disputades en vuit temporades no consecutives (1994 - 1998, 2000 - 2001 i 2003) assolí una tercera posició (en dues ocasions) com a millor classificació a una cursa i aconseguint disset punts vàlids pel campionat del món de pilots/constructors.

## Resultats a la Fórmula 1
| Any  | Equip                     | Xassís   | Motor    | 1       | 2       | 3       | 4            | 5       | 6       | 7       | 8       | 9       | 10      | 11      | 12      | 13      | 14      | 15      | 16      | 17     | Posició | Punts |
| ---- | ------------------------- | -------- | -------- | ------- | ------- | ------- | ------------ | ------- | ------- | ------- | ------- | ------- | ------- | ------- | ------- | ------- | ------- | ------- | ------- | ------ | ------- | ----- |
| 1994 | Mild Seven Benetton Ford  | Benetton | Ford     | BRA Ret | PAC Ret | SNM     | MON          | ESP     | CAN     | FRA Ret | GB 8    | ALE Ret | HON 3   | BEL 3   | ITA Ret | POR 5   | EUR Ret | JAP     | AUS     |        | 10è     | 10    |
| 1995 | MTV Simtek Ford           | Simtek   | Ford     | BRA Ret | ARG Ret | SMR Ret | ESP 12       | MON NVS | CAN     | FRA     | GBR     | ALE     | HUN     | BEL     | ITA     | POR     | EUR     | PAC     | JAP     | AUS    | -       | 0     |
| 1996 | Footwork Hart             | Footwork | Hart     | AUS Ret | BRA Ret | ARG 6   | EUR Ret      | SMR Ret | MON Ret | ESP Ret | CAN Ret | FRA Ret | GBR 10  | ALE Ret | HON Ret | BEL Ret | ITA 8   | POR Ret | JAP 11  |        | 16è     | 1     |
| 1997 | Tyrrell                   | Tyrrell  | Ford     | AUS Ret | BRA 15  | ARG Ret | SMR 10       | MON 8   | ESP 11  | CAN Ret | FRA Ret | GBR Ret | ALE 10  | HON Ret | BEL Ret | ITA Ret | AUT 12  | LUX Ret | JAP 13  | EUR 16 | -       | 0     |
| 1998 | Stewart Ford              | Stewart  | Ford     | AUS     | BRA     | ARG     | SMR 6/small> | ESP     | MON     | CAN     | FRA 12  | GBR Ret | AUT Ret | ALE Ret | HON 13  | BEL Ret | ITA Ret | LUX 13  | JAP Ret |        | -       | 0     |
| 2000 | Arrows F1 Team            | Arrows   | Supertec | AUS Ret | BRA 7   | SMR 14  | GBR 10       | ESP Ret | EUR 9   | MON Ret | CAN 5   | FRA Ret | AUT Ret | ALE Ret | HON 13  | BEL 15  | ITA 4   | USA Ret | JAP Ret | MAL 10 | 12è     | 5     |
| 2001 | Orange Arrows Asiatech    | Arrows   | Asiatech | AUS 10  | MAL 7   | BRA Ret | SMR Ret      | ESP 12  | AUT 6   | MON 8   | CAN 10  | EUR Ret | FRA 13  | GBR 10  | ALE 9   | HON 12  | BEL 10  | ITA Ret | USA Ret | JAP 15 | 18è     | 1     |
| 2003 | European Minardi Cosworth | Minardi  | Cosworth | AUS 11  | MAL 13  | BRA Ret | SMR Ret      | ESP 12  | AUT Ret | MON Ret | CAN 9   | EUR 14  | FRA 16  | GBR 15  | ALE Ret | HON 12  | ITA Ret | USA 10  | JAP 15  |        | -       | 0     |

### Resum
| Curses:   | Victòries: | Pòdiums: | Poles: | Voltes ràpides: | Punts: |
| --------- | ---------- | -------- | ------ | --------------- | ------ |
| 107 (106) | 0          | 2        | 0      | 0               | 17     |